# Leo Sternbach
Leo Henryk Sternbach (Opatija, 7 de maio de 1908 — Chapel Hill, 28 de setembro de 2005) foi um químico judeu—polonês nascido no então Império Austro-Húngaro, hoje parte da Croácia.
A ele é creditada a descoberta das benzodiazepinas — uma classe de tranquilizantes que deu origem ao Valium  — e mais 240 patentes, muitas das quais ajudaram a tornar a Roche uma gigante farmacêutica. 

## Biografia
Sternbach doutorou-se em Química pela Universidade Jaguelônica, em 1931. Começou trabalhando na Roche (1940), mas a ocupação nazista o obrigou a emigrar para os Estados Unidos. 
Entre suas descobertas mais importantes estão o clordiazepóxido (comercializado como Librium), o diazepam (Valium),  flurazepam (Dalmane), nitrazepam (Mogadon), clonazepam (Klonopin) e o trimetafam (Arfonad).

## Legado
Sternbach está no New Jersey Inventor's Hall of Fame e, alguns meses antes de morrer, foi admitido no National Inventors Hall of Fame, no Museu de Akron, Ohio.